# Eupithecia luctuosa
Eupithecia luctuosa es una especie de polilla de la familia Geometridae. La especie fue descrita por primera vez por Mironov y Galsworthy habiendo sido descrita en 2004, con distribución en la China y Nepal. La envergadura es de unos 17 milímetros (0,7 plg). Las alas delanteras y traseras son de color blanco cremoso. Por su morfología genital, pertenece al grupo de especies Eupithecia centaureata.